# Sarnonico
Sarnonico – miejscowość i gmina we Włoszech, w regionie Trydent-Górna Adyga, w prowincji Trydent.
Według danych na rok 2004 gminę zamieszkiwały 663 osoby, 55,2 os./km².